# ژرژ پرن
ژرژ پرن (فرانسوی: Georges Perrin‎; ۱۸ آوریل ۱۸۹۲ – ۱۰ اوت ۱۹۶۹) دوچرخه‌سوار اهل فرانسه بود.